# リンダ/NIGHT & DAY
「リンダ／NIGHT & DAY」（リンダ／ナイト・アンド・デイ）は、日本のロックバンド、BLUEWの3枚目のシングル。1987年11月25日に東芝EMIよりリリースされた。ダブルA面シングルである。
「リンダ」はロッテアイス炭焼珈琲CFイメージソングとして、「NIGHT & DAY」は日本テレビ系アニメ『きまぐれオレンジ☆ロード』の挿入歌として、それぞれ使用された。

## 収録曲
| 全作詞・作曲: 片山圭司、全編曲: BLUEW。ダブルA面シングルだが、実際の盤面では「リンダ」をA面、「NIGHT & DAY」をB面として扱っている。 |                 |          |            |      |
| # | タイトル        | 作詞     | 作曲・編曲 | 時間 |
| Side-A. | 「リンダ」      | 片山圭司 | 片山圭司   | 4:23 |
| Side-B. | 「NIGHT & DAY」 | 片山圭司 | 片山圭司   | 4:24 |
| 合計時間: | 合計時間:       | 8:47     |            |      |